# Дьячков, Олег Сергеевич
Олег Сергеевич Дьячков (род. 8 января 1995, Белгород, Россия) — российский мастер спорта международного класса по гиревому спорту; многократный чемпион и рекордсмен России, Европы, мира; тренер-реабилитолог, тренер ЛФК и АФК, фитнес тренер.

## Биография
Олег Сергеевич Дьячков родился 8 января 1995 года в городе Белгород Белгородской области. В 2001 г. поступил в 1 класс Гимназии № 1 г. Белгорода, в которой учился до 2009 г. После окончания 9 класса поступил в Белгородский Университет Кооперации, Экономики и Права. В 2013 г. поступил в БГТУ им. В. Г. Шухова, который окончил в 2017 г.
До 12 лет Олег не занимался спортом, в 13 лет пошёл на секцию бокса, иногда занимался плаванием. Летом 2009 г. начал увлекаться бегом, в чем ему помог родной дядя Дьячков Юрий Александрович. На одной из тренировок познакомился со своим будущим тренером по гиревому спорту ЗМС Меркулиным Сергеем Василевичем.10 сентября 2009 г. состоялась первая тренировка в тренажёрном зале школы № 36 г. Белгорода.
На своих первых соревнованиях в Волоконовке завоевал серебряную медаль. На вторых соревнованиях в Прохоровке — золотую. С этого началась спортивная карьера Олега Сергеевича, которая продолжается до сих пор.

## Звания
- 7 декабря 2012 г. — выполнил норматив мастера спорта России в г. Обнинск на Кубке губернатора Калужской области, Россия.
- 24 мая 2016 г. — выполнил норматив мастера спорта международного класса на Первенстве Европы среди юниоров в г. Гдыня (Польша). [1]

## Рекорды
- 16 ноября 2017 г. — на Первенстве мира среди юниоров установил мировой рекорд в сумме двоеборья 220 очков, гири весом 32 кг, в весовой категории до 78 кг, Сеул (Южная Корея).[2]

## Награды и медали
- Чемпионат мира среди юниоров в весовой категории до 78 кг, дисциплина двоеборье, 26-30 октября 2016 г., Актобе, Казахстан.
 - Чемпионат мира среди юниоров в весовой категории до 78 кг, дисциплина двоеборье, 26-29 ноября 2015 г., Дублин, Ирландия.
 - Чемпионат мира, 2020 г., Санкт-Петербург, Россия.
 - Чемпионат Европы, 2021 г., Казань, Россия.
 - Открытый кубок Европы в весовой категории до 78 кг, дисциплина двоеборье, май 2015, Санкт-Петербург, Россия.
 - Чемпионат Европы среди юниоров в весовой категории до 78 кг, дисциплина двоеборье, 10-15 июля 2015 г., Варна, Болгария.
 - Чемпионат Европы среди юниоров в весовой категории до 78 кг, дисциплина двоеборье, 11-15 мая 2016 г., Гдыня, Польша.
 - Чемпионат Европы среди юниоров в весовой категории до 78 кг, дисциплина эстафета, 11-15 мая 2016 г., Гдыня, Польша.
 - Чемпионат Европы среди юниоров в весовой категории до 78 кг, дисциплина двоеборье,27-28 июля 2013 г., Гамбург. Германия.
 - Чемпионат России среди юниоров в весовой категории до 78 кг, дисциплина двоеборье, 23-26 марта 2017 г., Санкт-Петербург, Россия.
 - Чемпионат России среди юниоров в весовой категории до 78 кг, дисциплина двоеборье, 11-15 февраля 2013, Сургут, Россия.

## Упоминания в СМИ
- https://bel.aif.ru/sport/events/na_vse_gruppy_myshc_trener_o_petlyah_trx_i_zanyatiyah_sportom_doma_v_lokdaun
- https://www.bstu.ru/about/press_center/news/31788/silneyshiy-girevik-evropi--oleg-dyachkov
- https://belgorod.bezformata.com/listnews/oleg-dyachkov-ustanovil-rekord/9955344/
- https://mirbelogorya.ru/region-news/37-belgorod/16713-mirovoj-rekord.html
- http://vbelgorode.com/sport/126679/
- https://sport31.ru/belgorodskij-sportsmen-stal-pobeditelem-pervenstva-mira-po-girevomu-sportu/
- https://www.youtube.com/watch?v=g91ypdKUJCw&t=17649s